# Монибль
Монибль (нем. Monible) — бывшая коммуна в Швейцарии, в кантоне Берн.
До 2009 года входила в состав округа Мутье, с 2010 года — в округ Бернская Юра. 1 января 2015 года объединена с коммунами Шатла, Сорнетан и Субо в новую коммуну Пти-Валь.
Население составляет 42 человека (на 31 декабря 2006 года). Официальный код — 0699.